# Bradford
Bradford je grad u Engleskoj, u grofoviji Zapadni Yorkshire i regiji Yorkshire i Humber. Nalazi se 280 km sjeverno od Londona, u neposrednoj blizini Leedsa, s kojim tvori treću po veličini urbanu zonu u Ujedinjenom Kraljevstvu, iza londonske i manchesterske.
U 19. je stoljeću postao poznat kao središte tekstilne industrije, posebice prerade vune. To ga je obilježilo u tolikoj mjeri da je dobio nadimak "svjetska prijestolnica vune". Tekstilni je sektor u Bradfordu u padu od sredine 20. stoljeća. Od tog vremena, Bradford je postao značajna turistička destinacija, između ostalog i prvi UNESCO-ov grad filma s atrakcijama kao što su Nacionalni muzej medija u sklopu kojega je prvo IMAX kino u Europi, gradski park, kazalište Alhambra, radničko naselje Saltaire, popularni azijski restorani, međunarodni filmski festival i umjetnička galerija Cartwright Hall. Međutim, Bradford se suočio sa sličnim izazovima kao i ostatak postindustrijskog područja sjeverne Engleske, uključujući deindustrijalizaciju, socijalne nemire i ekonomsku krizu.
Prema popisu stanovništva iz 2011. godine, Bradford ima 349.561 stanovnika (9. po brojnosti u Engleskoj).

## Šport
- nogometni klub Bradford City A.F.C., koji se trenutačno natječe u League One, trećem jakosnom razredu engleskog nogometa
- ragbijaški klub Bradford Bulls
- košarkaški klub Bradford Dragons

## Poznate osobe
- Tasmin Archer, pjevačica
- Edward Appleton, fizičar nobelovac
- Simon Beaufoy, scenarist oskarovac
- sestre Brontë (Charlotte, Emily i Anne)
- Tom Cleverley, nogometaš
- Kiki Dee, pjevačica
- Frederick Delius, skladatelj
- Peter Firth, glumac
- Gareth Gates, pjevač
- Georgie Henley, glumica
- David Hockney, slikar i fotograf
- Zayn Malik, pjevač, bivši član sastava One Direction
- Tony Richardson, redatelj i producent

## Gradovi prijatelji
- Skoplje (od 1963.)
- Roubaix (1969.)
- Verviers (1970.)
- Mönchengladbach (1971.)
- Galway (1987.)
- Mirpur (1998.)

## Vanjske poveznice
- Službena stranica  Arhivirana inačica izvorne stranice od 9. svibnja 2016. (Wayback Machine) (engl.)
- Stranica Turističke zajednice (engl.)
- Sveučilište u Bradfordu (engl.)